# Цона Артиђанале Вал Меноцкија (Асколи Пичено)
Цона Артиђанале Вал Меноцкија (итал. Zona Artigianale Val Menocchia) насеље је у Италији у округу Асколи Пичено, региону Марке.
Према процени из 2011. у насељу је живело 18 становника. Насеље се налази на надморској висини од 129 м.